# Frege
Frege — функциональный язык программирования, близкий к Haskell, реализованный поверх JVM и позволяющий использовать любые Java-библиотеки.

## История
Рассказывая об истории языка Frege, Ingo Wechsung вспоминает, как он в 2003-2004 познакомился с концепцией вывода типов в языке ML, а затем прочитал статью Саймона Пейтон-Джонса, в которой был пример реализации проверки типов на Haskell. Будучи в то время Perl-программистом, Инго сначала начал экспериментировать с реализацией этого алгоритма на Perl. Полученная реализация типизированного лямбда-исчисления (Frege 1) оказалась слишком медленной для применения на практике.
В 2006-2007 Инго начал работу над транслятором Frege 2, переписанном ради быстродействия на Java. Начинался Frege как экспериментально-учебный проект, цель которого была — изучение концепций современного функционального программирования.  В 2007 году Инго начал вести блог fregepl.blogspot.com, где описывал свои эксперименты.
Певоночально получившийся язык не отличался чистотой концепции и не относился ни к языкам со строгими вычислениями, ни к языкам с ленивыми вычислениями. Затем автор поставил себе цель реализовать подмножество хаскеля, которая была более-менее достигнута к маю 2011 года, когда Frege был опубликован на google code.
В 2015 году, среди участников конференции JavaOne, был проведён опрос о том, какой альтернативный Java язык, работающий поверх JVM, они предпочитают. Первое место занял Frege.

## Примеры
```
module Hello where
greeting friend = "Hello, " ++ friend ++ "!"
main args = do
    println (greeting "World")
```